# ローの日記
『ローの日記』（ローのにっき、イタリア語: Diario di Lo）は、ピア・ペーラによる1995年の小説で、ウラジーミル・ナボコフの1955年の小説『ロリータ』をドロレス・ヘイズ（ロリータ）の視点から記述している。
この作品は、ドロレスを彼女の周りの全ての人に対するサディスト、支配者として描いている。例えば、彼女は小動物を殺すことを楽しんでいる。また、ドロレスは出産時に死亡せず、ハンバート・ハンバートはクイルティを殺さず、3人全員がまだ生存しているとも述べている。最も注目すべきことに、この小説は、ハンバートを魅力的でない、または不快であると描写している。彼は、ある時点で歯を失うことさえある。

## 反応
反応は賛否両論であり、批評家たちはそれが元の作品に沿っていないことに同意した。エンターテインメント・ウィークリーは、「核時代の郊外のアメリカを舞台にしたナボコフの陰鬱な風刺的ビジョンを、皮肉な1990年代の10代のセックスコメディのレベルに落とし込んでいる」と述べた。
カーカス・レビューは、それを「ほぼ等しく面白い部分と退屈な部分が混ざり合っている」と評した。 パブリッシャーズ・ウィークリーは、それが「説得力のある」ものであり、「ナボコフの繊細で上品な散文」が「本物の思春期の調子」に置き換えられていることを発見した。

## 法的問題
1998年、ドミトリー・ナボコフ（ウラジーミル・ナボコフの息子）は著作権侵害を申し立て、イギリス、フランス、アメリカでの本の出版を停止するよう訴えた。 ファラー・ストラウス&ジルーは訴訟の結果が出るまで予定されていた出版をキャンセルした。最終的に、ナボコフが本の序文を寄稿し、25,000ドルの前払い（彼はそれを国際ペンクラブに寄付した）でロイヤルティーの半分を受け取るという形で和解に達した。